# Gianni Vermeersch
Gianni Vermeersch (ur. 19 listopada 1992 w Roeselare) – belgijski kolarz szosowy i przełajowy.

## Osiągnięcia

### Kolarstwo szosowe
Opracowano na podstawie:

2015
- 3. miejsce w Circuit de Wallonie
- 3. miejsce w Omloop Het Nieuwsblad U23

2016
- 2. miejsce w Omloop Het Nieuwsblad U23

2017
- 3. miejsce w Ronde van Limburg
- 1. miejsce w Slag om Norg

2018
- 3. miejsce w Dwars door het Hageland

2019
- 1. miejsce w prologu Tour Alsace (jazda drużynowa na czas)
- 2. miejsce w Druivenkoers Overijse

2020
- 3. miejsce w Dwars door het Hageland
- 1. miejsce w Antwerp Port Epic

2021
- 3. miejsce w Grote Prijs Jef Scherens

2022
- 1. miejsce na 5. etapie Quatre Jours de Dunkerque
- 2. miejsce w Antwerp Port Epic
- 2. miejsce w Dwars door het Hageland

### Kolarstwo przełajowe
Opracowano na podstawie:
2013
- 3. miejsce w mistrzostwach Europy U23

## Rankingi

### Kolarstwo szosowe
| Rok             | 2014 | 2015 | 2016 | 2017 | 2018 | 2019 | 2020 | 2021 | 2022 | 2023 | 2024 |
| --------------- | ---- | ---- | ---- | ---- | ---- | ---- | ---- | ---- | ---- | ---- | ---- |
| World Ranking   |      |      | 739. | 361. | 979. | 401. | 81.  | 78.  | 208. | 252. | 148. |
| UCI Europe Tour | 930. | 445. | 458. | 173. | 603. | 320. | 67.  | 65.  | 170. | -    | 119. |
|                 |      |      |      |      |      |      |      |      |      |      |      |
| Źródło: UCI     |      |      |      |      |      |      |      |      |      |      |      |